# 清水克彦 (報道キャスター)
清水 克彦（しみず かつひこ、1962年10月18日 - ）は報道キャスター、政治ジャーナリスト、教育ジャーナリスト、ラジオプロデューサー。びわこ成蹊スポーツ大学教授。

## 略歴
愛媛県今治市（旧大西町）生まれ。愛媛県立今治西高等学校、早稲田大学教育学部卒業。早稲田大学大学院公共経営研究科（現在の政治学研究科公共経営学専攻）専門職学位課程修了(公共経営修士（専門職）)。京都大学大学院法学研究科博士課程単位取得満期退学。
1986年、文化放送に入社。当初は若者向け深夜番組のディレクターを務めていたが、その後は報道番組を担当。警視庁担当記者を経て、政治・外信記者となる。
NRN系の全国ネット ニュース番組『ニュース・パレード』のキャスター（1998～1999年、2002年～2003年）、国会・総理官邸キャップ、平日帯 昼ワイド番組『寺島尚正 ラジオパンチ!』のプロデューサー、『斉藤一美 ニュースワイドSAKIDORI!』のチーフプロデューサーを歴任。
江戸川大学の講師を務め、政治・教育ジャーナリストとして執筆活動も続けている。
2012年7月27日に開幕したロンドンオリンピックでは現地レポーターを務めた。
全国ネット枠ニュースのデスク兼解説や大妻女子大学 非常勤講師を務めた。
2024年5月、文化放送を退社。びわこ成蹊スポーツ大学教授、同大学キャリアセンター長に就任した。

## 著書
- 『わが子を名門小学校に入れる法』2004 PHP新書
- 『父親力で子どもを伸ばせ!』子どもの未来社 2005 寺子屋新書
- 『ラジオ記者、走る』2006 新潮新書
- 『わが子を有名中学に入れる法』2006　PHP新書
- 『頭のいい子が育つパパの習慣』2007 PHP文庫
- 『ネクタイと江戸前』2007　日本エッセイストクラブ編　文藝春秋
- 『人生、勝負は40歳から!』2007 ソフトバンク新書
- 『出会って1分で相手の心をつかみなさい 人づき合いが上手になる話し方』2007　かんき出版
- 『なぜか35歳から伸びる人・落ちる人 人生をリセットする!戦略的自己プロデュース術』2007　こう書房
- 『ひねり出す時間術 30分ジグザグ仕事術』2007 角川oneテーマ21
- 『20代から劇的に差をつける! 「強み&売り」を伸ばす先手必勝法』2008 こう書房
- 『3秒で夢をかなえる仕事術 やる気はあるのに行動できない人のための』2008 日本実業出版社
- 『頭のいい子のパパが「話していること」』2008 PHP文庫
- 『残業しないでも1週間分が4日で片づく最速仕事術』2008　大和出版
- 『メディアリテラシーは子どもを伸ばす 家庭でできること、学校でできること』岸尾祐二共著2008 東洋館出版社
- 『頭のいい子が育つママとパパの習慣』2009　講談社
- 『残業ゼロで自分を伸ばす!40歳からの時間術』2009 PHP文庫
- 『中学受験-合格するパパの技術』2009 朝日新書
- 『頭のいい子が育つ10歳までの習慣』2010　PHP研究所
- 『頭のいい子が育つママの習慣』2010 PHP文庫
- 『子どもの才能を伸ばすママとパパの習慣』講談社 2010
- 『20代でしておきたい「ささやかな成功」と「それなりの失敗」 後悔しない最初の8年の過ごし方』2011　学研パブリッシング
- 『40代あなたが今やるべきこと』2011　中経の文庫
- 『性格の良い子が育つママとパパの習慣』2011 講談社
- 『「政治主導」の落とし穴 立法しない議員、伝えないメディア』2011　平凡社新書
- 『父親だからできる「頭のいい子」の育て方』2011　三笠書房 知的生きかた文庫
- 『勉強好きな子が育つパパの習慣』2011 朝日文庫
- 『1秒速く動く人になる習慣』2012 PHP文庫
- 『頭のいい子をつくる夫婦の戦略 「9歳」「12歳」までにやっておくべきこと』2012　学研新書
- 『20代あなたが今やるべきこと』2012 中経の文庫
- 『小学校までにやっておきたい男の子を伸ばす育て方』2012 大和書房
- 『頭のいい子が育つ祖父母の習慣』2013 PHP文庫
- 『ウザい相手をサラリとかわす技術 今日から人間関係が必ず上向く!』2013　SB新書
- 『よい親ダメ親ふつうの親 できる子を育てる親は、ここが違う!』2013　アスコム
- 『40代から仕事で巻き返す技術』2013 メディアファクトリー新書
- 『安倍政権の罠 単純化される政治とメディア』2014 平凡社新書
- 『イラスト版頭のいい子が育つパパの習慣』こしたかのりこ絵 2014 PHP研究所
- 『成功する子の親失敗する子の親 パパとママの行動・習慣で子どもの一生が決まる!』2014 学研パブリッシング
- 『頭のいい子が育つ10歳からの習慣』2015 PHP文庫
- 『「生きるチカラ」の育て方 頭のいい子に育てるために、3歳から親が子どもにしてあげられること』2015NTT出版
- 『女の子が幸せに育つパパの習慣』2016 PHP文庫
- 『男の子が力強く育つママの習慣』2017 PHP文庫
- 『2020年からの大学入試 「これからの学力」は親にしか伸ばせない』2017 青春出版社
- 『ものの言い方文章の書き方を知らずに大人になった人へ』2018　PHP研究所
- 『すごい！家計の自衛策』2021　小学館
- 『人生、降りた方がいいことがいっぱいある』2021　青春出版社
- 『子育て2.0』2021　清談社Publico
- 『台湾有事 米中衝突というリスク』2021　平凡社新書
- 『ゼレンスキー勇気の言葉１００』2022　ワニブックス
- 『日本有事』2022　集英社インターナショナル新書
- 『2025年大学入試大改革』2024　平凡社新書
- 『知って得する、すごい法則』2025　中公新書ラクレ

## これまでのレギュラー・ゲスト出演番組
- 文化放送「ピッピッポーン！まんまる玉子の邦丸じゃ」レポーター
- 文化放送「福井謙二 グッモニ」コメンテーター　※2013年12月30日、2014年1月20日、2014年12月5日
- 文化放送「SET UP!!」（金曜日）ニュース解説
- 文化放送「週刊ニュースルーム」（日曜日）ニュース解説
- NRN系（文化放送をキー局にSTVラジオからラジオ沖縄まで31局ネット）「ニュース・パレード」キャスター
- 南海放送「木藤たかおの日曜プレスクラブ」コメンテーター
- 静岡放送「朝だす!」ゲスト出演
- ラジオ大阪「梅田淳のニュース・ハイブリッド」ゲスト出演
- 西日本放送「気ままにラジオ」ゲスト出演
- 九州朝日放送「長谷川ひろし おはよう7」ゲスト出演
- 九州朝日放送「Morning Wave」出演
- ＴＢＳラジオ「生島ヒロシのおはよう一直線」ゲスト出演
- ＴＢＳラジオ「大島由香里　Brand‐New Morning」コメンテーター

## 主な活動
- 江戸川大学メディアコミュニケーション学部非常勤講師（05年～08年）
- 育英短期大学現代コミュニケーション学科非常勤講師
- 大妻女子大学非常勤講師
- 南海放送「木藤たかおの日曜プレスクラブ」コメンテーター（06年～現在）

2009年10月より、西日本放送、四国放送、高知放送もネットし四国4県ネット
- 夕刊フジ「清水克彦の子育てレッスン」毎週木曜連載（07年9月～08年2月）
- gooベビー「清水克彦の生きるチカラの育て方」連載（13年7月～）
- 米日財団・ジャパンソサエティメディアフェロー（97年～現在）
- 社団法人日本民間放送連盟媒体開発部会委員（08年～現在）
- 日本IBM主宰有識者会議「富士会議」メンバー
- 講演　主に、子育て・家庭教育、キャリアデザイン、メディアリテラシー、生き方、政局がテーマ
- 執筆　
  - 「論座」2007年5月号『ショートエッセー　私とラジオ』
  - 「新潮45」2005年11月号『「ローリスク・ハイリターン中学」のススメ』
  - ベネッセ「チャレンジ通信」2010年6月号『メディアリテラシーを低学年から育てる』
  - プレジデントオンライン
  - ダイヤモンドオンライン
  - 講談社現代ビジネス
  - 「週刊文春『アルゼ君』」
  - 「日経Kids＋」
  - 講談社ムック「セオリービジネス2008 vol.2」
  - 「GALAC」2008年10月号『これでいいのか死刑報道』
  - 「文化通信ジャーナル」2008年4月号『ヒラリー大統領誕生への道』
  - 日本商工会議所月刊誌「石垣」2012年2月号
  - 「週刊東洋経済」2012年4月16日号、6月23日号